# ميك إيفز
ميك إيفز (بالإنجليزية: Mick Ives)‏ هو دراج بريطاني، ولد في 10 أغسطس 1939.

## وصلات خارجية
- ميك إيفز على موقع أرشيف الدراجات (الإنجليزية)